# Strada di tronchi

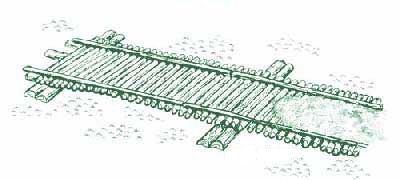
Strada di tronchi

Una strada di tronchi è un tipo di strada costruita con un letto di sabbia o di pietrame e coperta con dei tronchi posizionati in maniera perpendicolare al senso di marcia. È un tipo di strada molto semplice ma di grande utilità in terreni paludosi o cedevoli.
La sua conoscenza risale ai tempi antichi, fa parte infatti dei tipi presenti nelle strade romane ed è stata utilizzata anche come fondo per altri tipi di pavimentazione stradale nei casi di territori con fondo cedevole. Una applicazione di questo tipo si riscontra in alcune strade del Nord-America, particolarmente dello Yukon in Alaska.
Questo tipo di strada è stata largamente usata, in tempi più recenti, durante la seconda guerra mondiale, da parte dei tedeschi durante l'invasione della Russia (operazione Barbarossa).